# Sydamerikanska mästerskapet i volleyboll för herrar 2023
Sydamerikanska mästerskapet 2023 i volleyboll hölls 26 till 30 augusti 2023 i Recife, Brasilien. I turneringen deltog fem landslag och Argentina vann mästerskapet för andra gången.. För första gången deltog Brasilien utan att bli mästare. Vicente Parraguirre var främsta poängvinnare med 92 bollpoäng medan Luciano Vicentín utsågs till mest värdefulla spelare.

## Arenor
|                                                                                   |  |  |
|                                                                                   |  |  |
| Ginásio de Esportes Geraldo Magalhães Stad: Recife Kapacitet: 15 000 Öppnad: 1970 |  |  |

## Regelverk

### Format
Tävlingen genomfördes i gruppformat där alla lag mötte varandra en gång.

### Metod för att bestämma tabellplacering
Om slutresultatet blev 3-0 eller 3-1 tilldelades 3 poäng till det vinnande laget och 0 till det förlorande laget, om slutresultatet blev 3-2 tilldelades 2 poäng till det vinnande laget och 1 till det förlorande laget.
Lagens position i respektive grupp bestämdes utifrån (i tur och ordning):
- Antal vunna matcher
- Poäng;
- Kvot vunna/förlorade set
- Kvot vunna/förlorade bollpoäng
- Inbördes möten.

## Deltagande lag
| Lag       | Deltog senast  |
| --------- | -------------- |
| Argentina | Brasilien 2021 |
| Brasilien | Brasilien 2021 |
| Chile     | Brasilien 2021 |
| Colombia  | Brasilien 2021 |
| Peru      | Brasilien 2021 |

## Turneringen[3]

### Resultat
| 26 augusti 2023 Ginásio Geraldo Magalhães, Recife Speltid: 1:19 - Åskådare: ? | Argentina | 3 - 0 | Colombia  | 25-16, 25-15, 25-22               |
| 26 augusti 2023 Ginásio Geraldo Magalhães, Recife Speltid: 1:21 - Åskådare: ? | Brasilien | 3 - 0 | Peru      | 25-18, 25-18, 25-11               |
| 27 augusti 2023 Ginásio Geraldo Magalhães, Recife Speltid: 1:52 - Åskådare: ? | Peru      | 1 - 3 | Colombia  | 25-19, 19-25, 17-25, 22-25        |
| 27 augusti 2023 Ginásio Geraldo Magalhães, Recife Speltid: 1:34 - Åskådare: ? | Brasilien | 3 - 0 | Chile     | 25-17, 25-18, 25-19               |
| 28 augusti 2023 Ginásio Geraldo Magalhães, Recife Speltid: 1:30 - Åskådare: ? | Chile     | 0 - 3 | Argentina | 19-25, 20-25, 15-25               |
| 28 augusti 2023 Ginásio Geraldo Magalhães, Recife Speltid: 1:35 - Åskådare: ? | Colombia  | 0 - 3 | Brasilien | 15-25, 24-26, 13-25               |
| 29 augusti 2023 Ginásio Geraldo Magalhães, Recife Speltid: 1:38 - Åskådare: ? | Peru      | 1 - 3 | Argentina | 16-25, 25-20, 9-25, 18-25         |
| 29 augusti 2023 Ginásio Geraldo Magalhães, Recife Speltid: 2:38 - Åskådare: ? | Colombia  | 3 - 2 | Chile     | 20-25, 27-25, 16-25, 25-23, 15-12 |
| 30 augusti 2023 Ginásio Geraldo Magalhães, Recife Speltid: 2:03 - Åskådare: ? | Chile     | 3 - 1 | Peru      | 25-17, 23-25, 25-16, 25-21        |
| 30 augusti 2023 Ginásio Geraldo Magalhães, Recife Speltid: 1:43 - Åskådare: ? | Brasilien | 0 - 3 | Argentina | 19-25, 27-29, 22-25               |

### Sluttabell
| Pos. | Lag       | Pt | G | V | P | VS | FS | Kvot   | VP  | FP  | Kvot  |
| ---- | --------- | -- | - | - | - | -- | -- | ------ | --- | --- | ----- |
| 1.   | Argentina | 12 | 4 | 4 | 0 | 12 | 1  | 12,000 | 322 | 241 | 1,336 |
| 2.   | Brasilien | 9  | 4 | 3 | 1 | 9  | 3  | 3,000  | 292 | 230 | 1,269 |
| 3.   | Colombia  | 5  | 4 | 2 | 2 | 6  | 9  | 0,666  | 302 | 344 | 0,877 |
| 4.   | Chile     | 4  | 4 | 1 | 3 | 5  | 10 | 0,500  | 316 | 332 | 0,951 |
| 5.   | Peru      | 0  | 4 | 0 | 4 | 3  | 12 | 0,250  | 277 | 362 | 0,765 |

## Slutplaceringar
| Pos | Lag       | Kvalificerat för |
| --- | --------- | ---------------- |
|     | Argentina | VM 2025          |
|     | Brasilien | VM 2025          |
|     | Colombia  | VM 2025          |
| 4.  | Chile     |                  |
| 5.  | Peru      |                  |

## Individuella utmärkelser
| Utmärkelse              | Namn                | Lag       |
| ----------------------- | ------------------- | --------- |
| Mest värdefulla spelare | Luciano Vicentín    | Argentina |
| Bästa passare           | Luciano De Cecco    | Argentina |
| Bästa högerspiker       | Alan de Souza       | Brasilien |
| Bästa vänsterspiker     | Ricardo Lucarelli   | Brasilien |
| Bästa vänsterspiker     | Vicente Parraguirre | Chile     |
| Bästa center            | Nicolás Zerba       | Argentina |
| Bästa center            | Daniel Aponza       | Colombia  |
| Bästa libero            | Thales Hoss         | Brasilien |

## Statistik
| Vunna poäng | Vunna poäng         | Vunna poäng | Vunna poäng |
| Pos.        | Namn                | Poäng       | Lag         |
| ----------- | ------------------- | ----------- | ----------- |
| 1           | Vicente Parraguirre | 92          | Chile       |
| 2           | Dušan Bonačić       | 60          | Chile       |
| 3           | Gustavo Larrahondo  | 59          | Colombia    |
| 4           | Sebastián Blanco    | 44          | Peru        |
| 4           | Eduardo Romay       | 44          | Peru        |

| Vunna attacker | Vunna attacker      | Vunna attacker | Vunna attacker |
| Pos.           | Namn                | Poäng          | Lag            |
| -------------- | ------------------- | -------------- | -------------- |
| 1              | Vicente Parraguirre | 84             | Chile          |
| 2              | Dušan Bonačić       | 53             | Chile          |
| 3              | Gustavo Larrahondo  | 48             | Colombia       |
| 4              | Sebastián Blanco    | 42             | Peru           |
| 5              | Eduardo Romay       | 40             | Peru           |

| Vunna block | Vunna block   | Vunna block | Vunna block |
| Pos.        | Namn          | Poäng       | Lag         |
| ----------- | ------------- | ----------- | ----------- |
| 1           | Leiner Aponza | 11          | Colombia    |
| 2           | Nicolás Zerba | 10          | Argentina   |
| 2           | Daniel Urueña | 10          | Peru        |
| 4           | Leandro Mejía | 9           | Colombia    |
| 5           | Agustín Loser | 7           | Argentina   |
| 5           | Bruno Lima    | 7           | Argentina   |
| 5           | Tomás Gago    | 7           | Chile       |

| Serveess | Serveess           | Serveess | Serveess  |
| Pos.     | Namn               | Poäng    | Lag       |
| -------- | ------------------ | -------- | --------- |
| 1        | Felipe Roque       | 11       | Brasilien |
| 2        | Gustavo Larrahondo | 9        | Colombia  |
| 3        | Andrés Piza        | 7        | Colombia  |
| 4        | Yoandy Leal        | 6        | Brasilien |
| 5        | Ricardo Lucarelli  | 4        | Brasilien |